# Língua tai phake
Tai Phake (ၸႃကက်ေ) é uma língua Kra-Dai falada no vale Buri Dihing em of Assam, Índia.

## Distribuição
| Nome                  | Tradução          | Nome Assamês / Inglês | Distrito de Assam, |
| --------------------- | ----------------- | --------------------- | ------------------ |
| ma꞉n3 pha꞉4 ke꞉5 taü3 | Lower Phake       | Namphakey             | Dibrugarh          |
| ma꞉n3 pha꞉k4 ta꞉5     | Outro lado do rio | Tipam Phake           | Dibrugarh          |
| ma꞉n3 pha꞉4 ke꞉5 nɔ6  | Upper Phake       | Borphake              | Tinsukia           |
| niŋ1 kam4             | Ning kam Naga     | Nigam Phake           | Tinsukia           |
| ma꞉n3 pha꞉4 naiŋ2     | Céu Vermmelho     | Faneng                | Tinsukia           |
| məŋ2 la꞉ŋ2            | Nagas             | Mounglang             | Tinsukia           |
| məŋ2 mɔ1              | da Mina           | Man Mau               | Tinsukia           |
| ma꞉n3 loŋ6            | Grande            | Man Long              | [Tinsukia          |
| nauŋ1 lai6            | Nong Lai Nagas    | Nonglai               | -                  |

O   maːn˧  corresponde ao moderno  tailandês บ้าน,  ban  e  Shan ဝၢၼ်ႈ  wan  moderno que corresponde para 'aldeia'.
Buragohain (1998) lista as seguintes aldeias de Tai Phake.
- Man Phake Tau (Namphake , Assam)
- Man Tipam (Tipam Phake , Assam)
- Man Phake Neu (Bor Phake , Assam)
- Man Mo (Man Mo , Assam)
- Man Phaneng (Phaneng , Assam)
- Man Long (Long , Assam)
- Man Nonglai (Nonglaui , Assam)
- Man Monglang (Monglang , Assam)
- Man Nigam (Nigam , Assam)
- Man Wagun (Wagun , Arunachal Pradesh)
- Man Lung Kung (Lung Kung , Arunachal Pradesh)

## Fonologia

### Consoantes iniciais
Sons de consoantes Iniciais
|                |                | Bilabial | Bilabial | Alveolar | Alveolar | Palatal | Palatal | Velar | Velar  | Glotal | Glotal |
| surda          | sonora         | surda    | sonora   | surda    | sonora   | surda   | sonora  | surda | sonora |        |        |
| -------------- | -------------- | -------- | -------- | -------- | -------- | ------- | ------- | ----- | ------ | ------ | ------ |
| Oclusiva       | tenuis         | p        |          | t        |          | c       |         | k     |        | ʔ      |        |
| Oclusiva       | aspirada       | pʰ       |          | tʰ       |          |         |         | kʰ    |        |        |        |
| Nasal Oclusiva | Nasal Oclusiva |          | m        |          | n        |         |         |       | ŋ      |        |        |
| Fricativa      | Fricativa      |          |          | s        |          |         |         |       |        | h      |        |
| Lateral        | Lateral        |          |          |          | l        |         |         |       |        |        |        |
| Semivogal      | Semivogal      |          |          |          |          |         | j       |       | w      |        |        |

### Consoantes finais
Som de consoantes Finais
|                |                | Bilabial | Bilabial | Alveolar | Alveolar | Palatal | Palatal | Velar | Velar  | Glotal | Glotal |
| surda          | sonora         | surda    | sonora   | surda    | sonora   | surda   | sonora  | surda | sonora |        |        |
| -------------- | -------------- | -------- | -------- | -------- | -------- | ------- | ------- | ----- | ------ | ------ | ------ |
| Oclusiva       | tenuis         | p        |          | t        |          |         |         | k     |        | ʔ      |        |
| Oclusiva       | aspirada       |          |          |          |          |         |         |       |        |        |        |
| Nasal Oclusiva | Nasal Oclusiva |          | m        |          | n        |         |         |       | ŋ      |        |        |
| Semivogal      | Semivogal      |          |          |          |          |         | j       |       | w      |        |        |

-[w] ocorre após as vogais anteriores e [a] -, - [j] ocorre após as vogais posteriores e [a] -. 

### Vogais
Vogais Tai Phake:
|                 | Anterior        | Anterior        | Posterior       | Posterior   | Posterior   | Posterior |
| não arredondada | não arredondada | não arredondada | não arredondada | arredondada | arredondada |           |
| curta           | longa           | curta           | longa           | curta       | longa       |           |
| --------------- | --------------- | --------------- | --------------- | ----------- | ----------- | --------- |
| Fechada         | i               |                 | ɯ               |             | u           |           |
| Medial          | e               |                 | ɤ               |             | o           |           |
| Aberta          | ɛ               |                 | a               | a:          | ɔ           |           |

## Escrita
O Tai Phake tem seu próprio sistema de escrita chamado 'Lik-Tai', que é compartilhado com [pessoas Khamti e Tai Aiton. <Rrf name = diller /> É muito parecido com a escrita da língua xã de Mianmar, que é uma variante do alfabeto birmanês, com algumas das letras assumindo formas divergentes.

## Notes
1. 1 2  Diller, Anthony (1992). «Tai languages in Assam: Daughters or Ghosts». 16 páginas
2. ↑  Diller, Anthony (1992). «Tai languages in Assam: Daughters or Ghosts». 14 páginas
3. ↑  Morey, Stephen (2008). «The Tai Languages of Assam»
4. ↑  Inglis, Douglas (2017). «Myanmar-based Khamti Shan Orthography»